# Kjetil Rekdal
Kjetil Rekdal, né le 6 novembre 1968 à Fiksdal (Norvège), est un footballeur norvégien, qui évoluait au poste de milieu de terrain ou défenseur et en équipe de Norvège devenu entraîneur.
Rekdal a marqué 17 buts lors de ses 72 sélections avec l'équipe de Norvège entre 1987 et 2000.

## Biographie
Rekdal a joué son premier match de Tippeligaen en 1985 avec l'équipe de Molde FK alors qu'il n'avait que 16 ans. Il devint le second joueur le plus jeune à avoir joué en Tippeligaen après Kjetil Sigurdsen. 
Rekdal a commencé sa carrière internationale le 28 mai 1987 lors d'un match amical contre l'Italie (résultat 0-0). 
Durant la saison 1996-1997, il joue en France au Stade rennais football club.
En 2004, il met fin à sa carrière professionnelle de joueur pour devenir entraîneur, ce qui ne l'empêche pas de jouer pour le club amateur de ses débuts : Fiksdal/Rekdal évoluant en 5e division.
Il est le seul joueur norvégien à avoir inscrit deux buts en coupe du monde : un contre le Mexique en 1994 (victoire de la Norvège 1-0) et un contre le Brésil en 1998 (un pénalty qui donne la victoire à la Norvège 2-1 à Marseille). 
En janvier 2013, il signe un contrat de deux ans pour entraîner l'équipe de Vålerenga.

## Palmarès

### Comme joueur

#### En équipe nationale
- 72 sélections et 17 buts en équipe de Norvège entre 1983 et 2000
- Participation à la coupe du monde 1994 et à la coupe du monde 1998.

#### Avec Molde FK
- Vainqueur de la Coupe de Norvège de football en 1994.

#### Avec Vålerenga IF
- Vainqueur de la Coupe de Norvège de football en 2002.

### Comme entraîneur

#### Avec Aalesunds FK
- Vainqueur de la Coupe de Norvège de football en 2009 et 2011.